# Gyula Bóbis

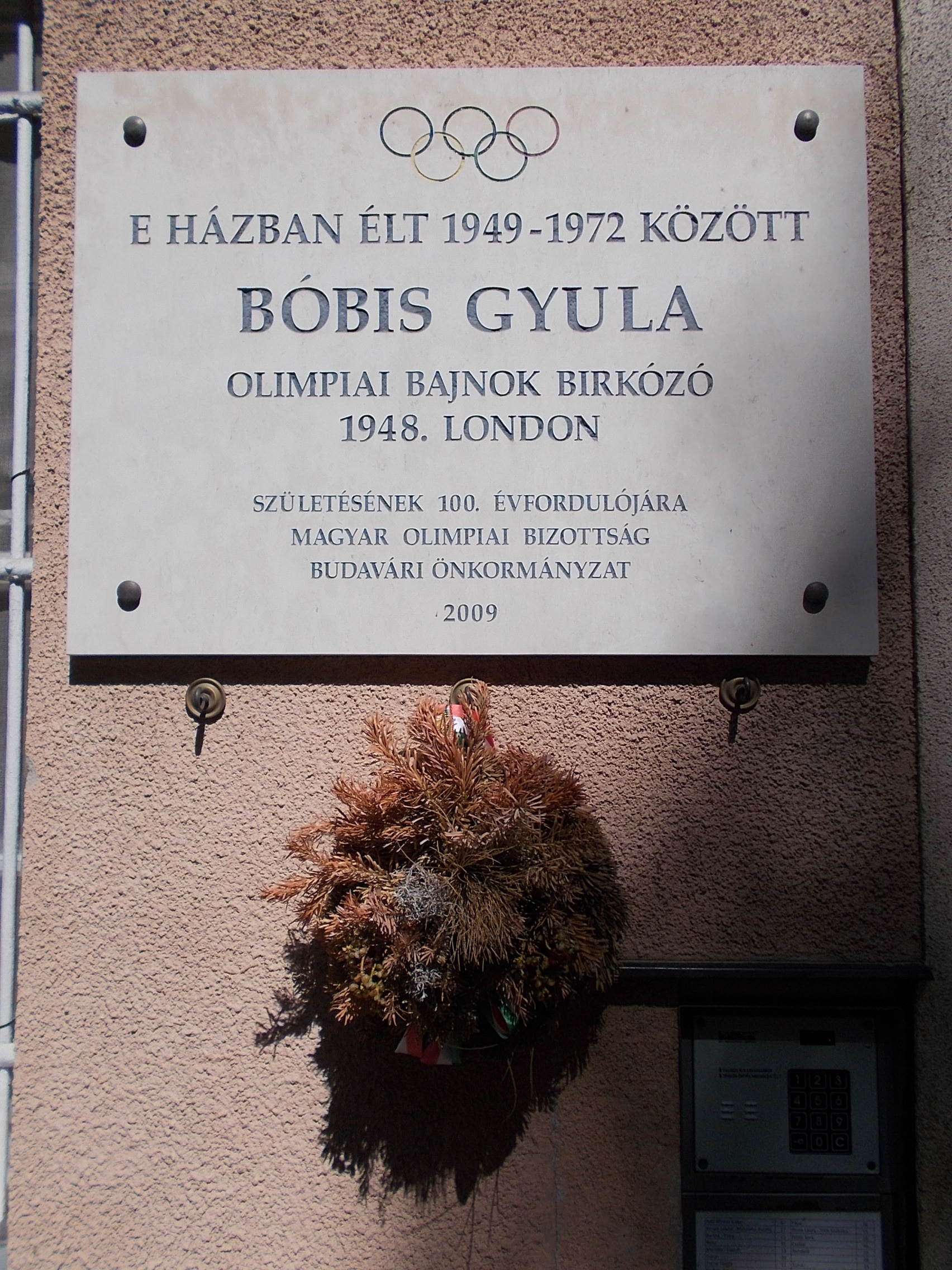
Edifício residencial de três andares. Placa na fachada em homenagem ao lutador Gyula Bóbis. Parte do Patrimônio Mundial. Rua Mátray, 5-7, bairro Krisztinaváros, Distrito I de Budapeste

Gyula Bóbis (Kecskemét, Bács-Kiskun, 7 de outubro de 1909 — Budapeste, 24 de janeiro de 1972) foi um lutador de luta livre húngaro.

## Carreira
Foi vencedor da medalha de ouro na categoria de mais de 87 kg em Londres 1948.